# Leo Gregory
Leo Gregory, född 22 november 1978 i Leicester, Leicestershire, är en brittisk skådespelare som medverkat i filmer som Green Street Hooligans, Stoned, Act of Grace, Daylight Robbery, Menace och Cass. Ofta spelar han roller som kriminell.

## Filmografi
- 2012 – Hamilton – I nationens intresse
- 2009 – Matchstalk Man
- 2009 – Men Don't Lie
- 2009 – Bali Brothers
- 2009 – The Big I Am
- 2008 – Cass
- 2008 – Act of Grace
- 2008 – Reverb
- 2007 – The Mark of Cain
- 2005 – Green Street Hooligans
- 2005 – Stoned